# Final de la Copa de Oro de la Concacaf 2013

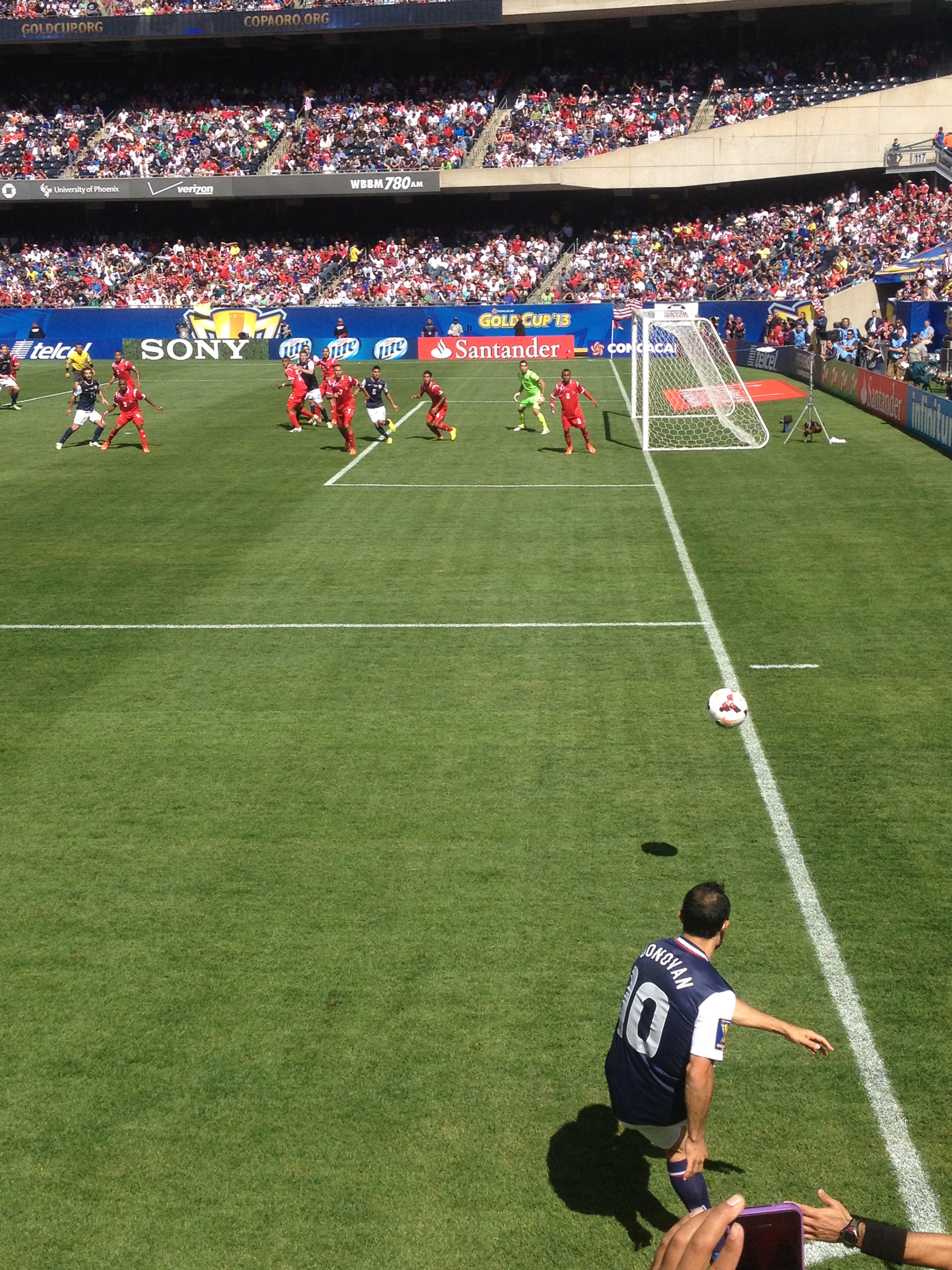
Landon Donovan protagonizando un tiro de esquina durante la final.

La final de la Copa de Oro de la Concacaf 2013 fue la 12.ª final de la Copa de Oro de la Concacaf, el torneo más importante de selecciones de la Concacaf. El encuentro fue disputado el 28 de julio de 2013 en el Soldier Field en Chicago, Estados Unidos.
En esta final la disputaron entre las selecciones de los Estados Unidos y Panamá. Estados Unidos ganó su quinto título continental tras vencer a los panameños por 1-0 con gol de Brek Shea, anotado al minuto 69' del segundo tiempo.
| Bandera de Estados Unidos | vs. | Bandera de Panamá |
| Estados Unidos 1          | vs. | Panamá 0          |

### Finales jugadas anteriormente
| Equipo         | Finales jugadas anteriormente                  |
| -------------- | ---------------------------------------------- |
| Estados Unidos | 1991, 1993, 1998, 2002, 2005, 2007, 2009, 2011 |
| Panamá         | 2005                                           |

## Camino a la final

### Estados Unidos
| Fecha                                                                          | Fase             | Sede                            | Equipo                    | Equipo         | Resultado | Equipo                    | Equipo         |
| ------------------------------------------------------------------------------ | ---------------- | ------------------------------- | ------------------------- | -------------- | --------- | ------------------------- | -------------- |
| 9 de julio                                                                     | Grupo C          | Jeld-Wen Field, Portland        | Bandera de Belice         | Belice         | 1 - 6     | Bandera de Estados Unidos | Estados Unidos |
| 13 de julio                                                                    | Grupo C          | Rio Tinto Stadium, Sandy        | Bandera de Estados Unidos | Estados Unidos | 4 - 1     | Bandera de Cuba           | Cuba           |
| 16 de julio                                                                    | Grupo C          | Rentschler Field, East Hartford | Bandera de Estados Unidos | Estados Unidos | 1 - 0     | Bandera de Costa Rica     | Costa Rica     |
| Estados Unidos clasificó a cuartos de final, primero en su grupo con 9 puntos. |                  |                                 |                           |                |           |                           |                |
| 21 de julio                                                                    | Cuartos de final | M&T Bank Stadium, Baltimore     | Bandera de Estados Unidos | Estados Unidos | 5 - 1     | Bandera de El Salvador    | El Salvador    |
| Estados Unidos pasó a las semifinales tras ganar por 5-1.                      |                  |                                 |                           |                |           |                           |                |
| 24 de julio                                                                    | Semifinales      | Cowboys Stadium, Arlington      | Bandera de Estados Unidos | Estados Unidos | 3 - 1     | Bandera de Honduras       | Honduras       |
| Estados Unidos pasó a la final tras ganar por 3-1.                             |                  |                                 |                           |                |           |                           |                |

### Panamá
| Fecha                                                                  | Fase             | Sede                           | Equipo            | Equipo | Resultado | Equipo               | Equipo    |
| ---------------------------------------------------------------------- | ---------------- | ------------------------------ | ----------------- | ------ | --------- | -------------------- | --------- |
| 7 de julio                                                             | Grupo A          | Rose Bowl, Pasadena            | Bandera de México | México | 1 - 2     | Bandera de Panamá    | Panamá    |
| 11 de julio                                                            | Grupo A          | CenturyLink Field, Seattle     | Bandera de Panamá | Panamá | 1 - 0     | Bandera de Martinica | Martinica |
| 14 de julio                                                            | Grupo A          | Sports Authority Field, Denver | Bandera de Panamá | Panamá | 0 - 0     | Bandera de Canadá    | Canadá    |
| Panamá clasificó a cuartos de final, primero en su grupo con 7 puntos. |                  |                                |                   |        |           |                      |           |
| 20 de julio                                                            | Cuartos de final | Georgia Dome, Atlanta          | Bandera de Panamá | Panamá | 6 - 1     | Bandera de Cuba      | Cuba      |
| Panamá pasó a las semifinales tras ganar por 6-1.                      |                  |                                |                   |        |           |                      |           |
| 24 de julio                                                            | Semifinales      | Cowboys Stadium, Arlington     | Bandera de Panamá | Panamá | 2 - 1     | Bandera de México    | México    |
| Panamá pasó a la final tras ganar por 2-1.                             |                  |                                |                   |        |           |                      |           |

## El partido
| 1          | POR        | Nick Rimando      |     |
| 15         | DEF        | Michael Parkhurst |     |
| 25         | DEF        | Matt Besler       |     |
| 21         | DEF        | Clarence Goodson  |     |
| 7          | DEF        | DaMarcus Beasley  |     |
| 14         | MED        | Kyle Beckerman    |     |
| 11         | MED        | Stuart Holden     | 23' |
| 20         | MED        | Alejandro Bedoya  | 89' |
| 6          | MED        | Joe Corona        | 68' |
| 10         | DEL        | Landon Donovan    |     |
| 26         | DEL        | Eddie Johnson     |     |
| Entrenador | Entrenador | Jürgen Klinsmann  |     |

| 1          | POR        | Jaime Penedo      |     |
| 2          | DEF        | Leonel Parris     |     |
| 23         | DEF        | Roberto Chen      |     |
| 5          | DEF        | Román Torres      |     |
| 4          | DEF        | Carlos Rodríguez  |     |
| 8          | MED        | Marcos Sánchez    |     |
| 6          | MED        | Gabriel Gómez     | 74' |
| 20         | MED        | Aníbal Godoy      |     |
| 19         | MED        | Alberto Quintero  |     |
| 7          | DEL        | Blas Pérez        |     |
| 9          | DEL        | Gabriel Torres    | 64' |
| Entrenador | Entrenador | Julio Dely Valdés |     |

| 8  | MED | Mikkel Diskerud | 23' |
| 23 | MED | Brek Shea       | 68' |
| 24 | DEF | Omar González   | 89' |

| 18 | MED | Jairo Jiménez     | 64' |
| 16 | DEL | Rolando Blackburn | 74' |

| Anotado | 69' | Brek Shea | 1-0 |

| Amonestado | 63'   | Alejandro Bedoya |
| Amonestado | 90'   | Eddie Johnson    |
| Amonestado | 90+4' | Brek Shea        |

| Amonestado | 90+1' | Leonel Parris |
| Amonestado | 90+4' | Jairo Jiménez |

| Árbitro             | Joel Aguilar         |
| Árbitros asistentes | Juan Francisco Zumba |
| Árbitros asistentes | Ricardo Morgan       |
| Cuarto árbitro      | Enrico Wijngaarde    |
| Quinto árbitro      | Hermenerito Leal     |

| 1          | POR        | Nick Rimando      |     |
| 15         | DEF        | Michael Parkhurst |     |
| 25         | DEF        | Matt Besler       |     |
| 21         | DEF        | Clarence Goodson  |     |
| 7          | DEF        | DaMarcus Beasley  |     |
| 14         | MED        | Kyle Beckerman    |     |
| 11         | MED        | Stuart Holden     | 23' |
| 20         | MED        | Alejandro Bedoya  | 89' |
| 6          | MED        | Joe Corona        | 68' |
| 10         | DEL        | Landon Donovan    |     |
| 26         | DEL        | Eddie Johnson     |     |
| Entrenador | Entrenador | Jürgen Klinsmann  |     |

| 1          | POR        | Jaime Penedo      |     |
| 2          | DEF        | Leonel Parris     |     |
| 23         | DEF        | Roberto Chen      |     |
| 5          | DEF        | Román Torres      |     |
| 4          | DEF        | Carlos Rodríguez  |     |
| 8          | MED        | Marcos Sánchez    |     |
| 6          | MED        | Gabriel Gómez     | 74' |
| 20         | MED        | Aníbal Godoy      |     |
| 19         | MED        | Alberto Quintero  |     |
| 7          | DEL        | Blas Pérez        |     |
| 9          | DEL        | Gabriel Torres    | 64' |
| Entrenador | Entrenador | Julio Dely Valdés |     |

| 8  | MED | Mikkel Diskerud | 23' |
| 23 | MED | Brek Shea       | 68' |
| 24 | DEF | Omar González   | 89' |

| 18 | MED | Jairo Jiménez     | 64' |
| 16 | DEL | Rolando Blackburn | 74' |

| Anotado | 69' | Brek Shea | 1-0 |

| Amonestado | 63'   | Alejandro Bedoya |
| Amonestado | 90'   | Eddie Johnson    |
| Amonestado | 90+4' | Brek Shea        |

| Amonestado | 90+1' | Leonel Parris |
| Amonestado | 90+4' | Jairo Jiménez |

| Árbitro             | Joel Aguilar         |
| Árbitros asistentes | Juan Francisco Zumba |
| Árbitros asistentes | Ricardo Morgan       |
| Cuarto árbitro      | Enrico Wijngaarde    |
| Quinto árbitro      | Hermenerito Leal     |

| \| Estadísticas \| \| \| \| Tiros \| 10 \| 5 \| \| Tiros a puerta \| 1 \| 0 \| \| Faltas \| 22 \| 16 \| \| Saques de esquina \| 4 \| 3 \| \| Penales \| 0 \| 0 \| \| Fueras de juego \| 0 \| 1 \| \| Posesión de balón \| 69% \| 31%[3] \| |                           |                   |
| Estadísticas | Bandera de Estados Unidos | Bandera de Panamá |
| Tiros | 10                        | 5                 |
| Tiros a puerta | 1                         | 0                 |
| Faltas | 22                        | 16                |
| Saques de esquina | 4                         | 3                 |
| Penales | 0                         | 0                 |
| Fueras de juego | 0                         | 1                 |
| Posesión de balón | 69%                       | 31%               |

|                           |
| Bandera de Estados Unidos |
| Campeón Estados Unidos    |
| 5.to título               |